# Hal B. Wallis
Harold Brent Wallis (Chicago, 14 september 1899 – Rancho Mirage, 5 oktober 1986) was een Amerikaans filmproducent.

## Levensloop
Hal B. Wallis werd geboren als Aaron Blum Wolowicz in een Pools-Joods immigrantengezin in Chicago. Hij kwam in 1922 naar Los Angeles en leidde er een tijdlang een bioscoop. In 1923 ging hij aan de slag op de reclameafdeling van de filmstudio Warner Bros. In 1928 begon hij er zijn loopbaan als filmproducent. In 1933 volgde hij Darryl F. Zanuck op als chef van de afdeling filmproductie. Onder zijn leiding produceerde de filmmaatschappij talrijke kaskrakers. Een van zijn grootste successen was de dramafilm Casablanca (1942) onder regie van Michael Curtiz. Hij leidde de productie van ongeveer 400 films in uiteenlopende genres. Wallis stond bekend voor zijn vermogen om aankomend talent te identificeren. Hij geldt onder meer als ontdekker van de acteurs Burt Lancaster en Kirk Douglas. 
Vanaf 1944 was hij werkzaam als onafhankelijk filmproducent voor de grote studio's. Hij werd een van de succesvolste producenten in Hollywood. Zijn films werden onderscheiden met 32 Oscars en 121 nominaties. Van 1927 tot 1962 was Wallis getrouwd met actrice Louise Fazenda. Na haar dood huwde hij in 1966 met actrice Martha Hyer. Ze bleven samen tot aan zijn dood.

## Filmografie (selectie)
- 1931: Little Caesar
- 1931: Five Star Final
- 1932: The Cabin in the Cotton
- 1932: I Am a Fugitive from a Chain Gang
- 1932: One Way Passage
- 1933: Central Airport
- 1935: Black Fury
- 1935: Dangerous
- 1936: Ceiling Zero
- 1936: The Charge of the Light Brigade
- 1936: Cain and Mabel
- 1936: Anthony Adverse
- 1936: The Petrified Forest
- 1937: Kid Galahad
- 1937: West of Shanghai
- 1938: It's Love I'm After
- 1938: Four Daughters
- 1938: Gold Is Where You Find It
- 1938: Jezebel
- 1938: Four's a Crowd
- 1938: The Sisters
- 1938: The Invisible Menace
- 1938: The Adventures of Robin Hood
- 1939: The Private Lives of Elizabeth and Essex
- 1939: Juarez
- 1939: Confessions of a Nazi Spy
- 1939: Invisible Stripes
- 1939: The Roaring Twenties
- 1939: Dark Victory
- 1940: The Sea Hawk
- 1940: The Letter
- 1940: Virginia City
- 1940: They Drive by Night
- 1940: All This, and Heaven Too
- 1940: Castle on the Hudson
- 1940: Santa Fe Trail
- 1941: High Sierra
- 1941: The Strawberry Blonde
- 1941: The Great Lie
- 1941: Out of the Fog
- 1941: The Bride Came C.O.D.
- 1941: Manpower
- 1941: Sergeant York
- 1941: The Maltese Falcon
- 1941: They Died with Their Boots On
- 1942: All Through the Night
- 1942: Kings Row
- 1942: Captains of the Clouds
- 1942: In This Our Life
- 1942: Yankee Doodle Dandy
- 1942: Desperate Journey
- 1942: Now, Voyager
- 1942: Casablanca
- 1943: Watch on the Rhine
- 1943: Air Force
- 1943: This Is the Army
- 1944: Passage to Marseille
- 1945: Saratoga Trunk
- 1945: Love Letters
- 1945: You Came Along
- 1946: The Strange Love of Martha Ivers
- 1948: Sorry, Wrong Number
- 1949: The Fountainhead
- 1950: The File on Thelma Jordon
- 1950: The Furies
- 1952: Come Back, Little Sheba
- 1952: Jumping Jacks
- 1955: Artists and Models
- 1956: The Rainmaker
- 1957: Gunfight at the O.K. Corral
- 1957: Loving You
- 1957: Wild Is the Wind
- 1958: Last Train from Gun Hill
- 1958: King Creole
- 1959: Career
- 1960: G.I. Blues
- 1961: Blue Hawaii
- 1965: The Sons of Katie Elder
- 1967: Barefoot in the Park
- 1968: 5 Card Stud
- 1969: True Grit
- 1969: Anne of the Thousand Days
- 1975: Rooster Cogburn